# Palazzo Meroni
O Palazzo Meroni é um edifício histórico em Milão na Itália.

## História
O edifício, projetado em seu primeiro bloco pelo arquiteto Carlo Tenca, foi construído entre 1914 e 1924, no local onde deveria ter sido erguido um edifício conhecido como Grattanuvole, projetado por Achille Manfredini em 1909, mas nunca realizado.
O engenheiro Cesare Penati projetou o segundo bloco, que foi construído em 1926.

## Descrição
O edifício, hoje ocupado por escritórios e residências, ocupa todo o quarteirão de forma triangular delimitado pelas importantes avenidas de Corso di Porta Romana e Corso Italia, e a menor Via Maddalena. Apresenta um estilo eclético com fortes influências do Art Nouveau (Liberty) e do Beaux-Arts. As fachadas são caracterizadas por uma rica ornamentação decorativa; além disso, a fachada que dá para a Piazza Missori, na esquina entre Corso Italia e Corso di Porta Romana, é coroada por uma grande cúpula.

## Galeria

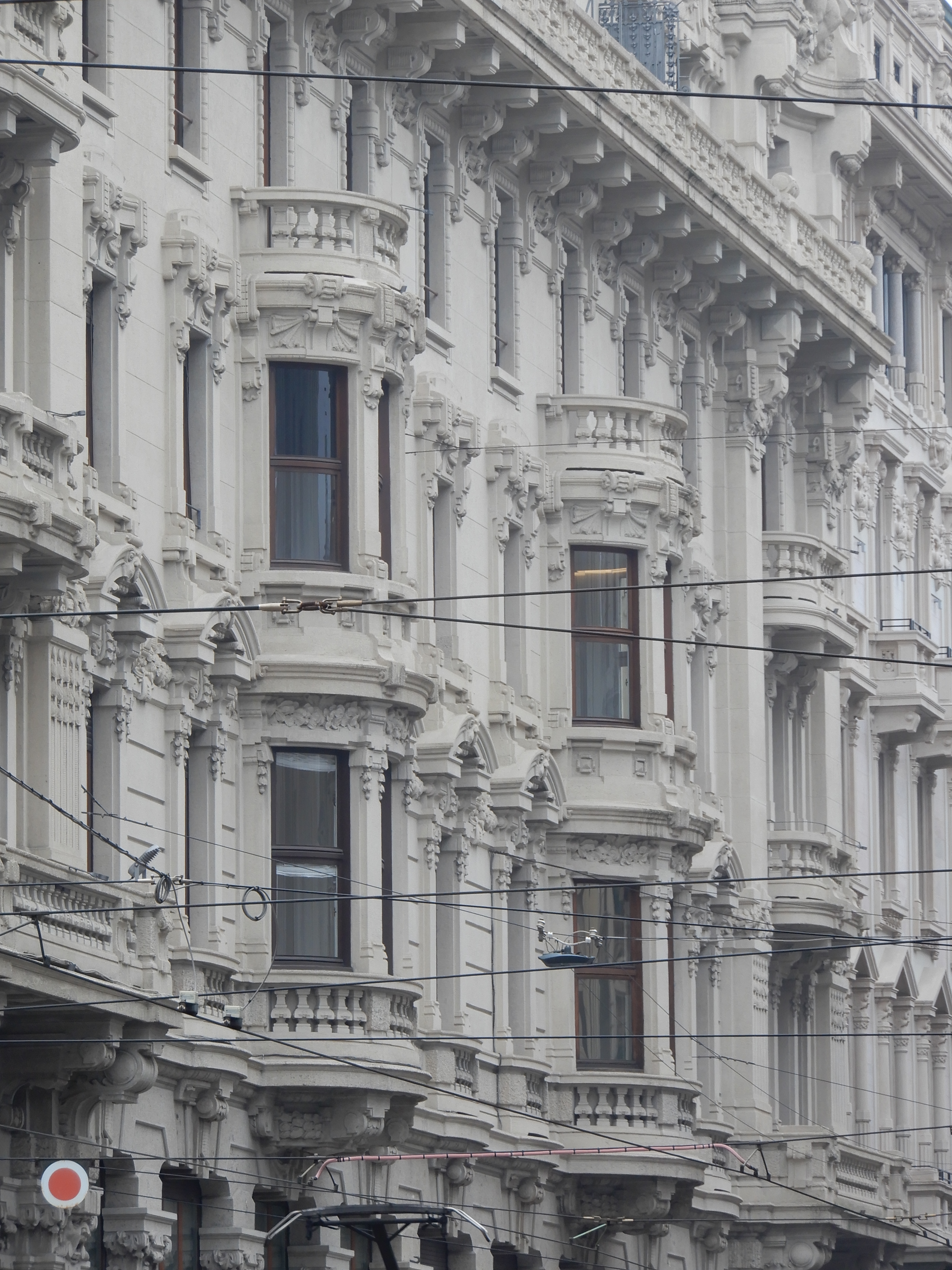
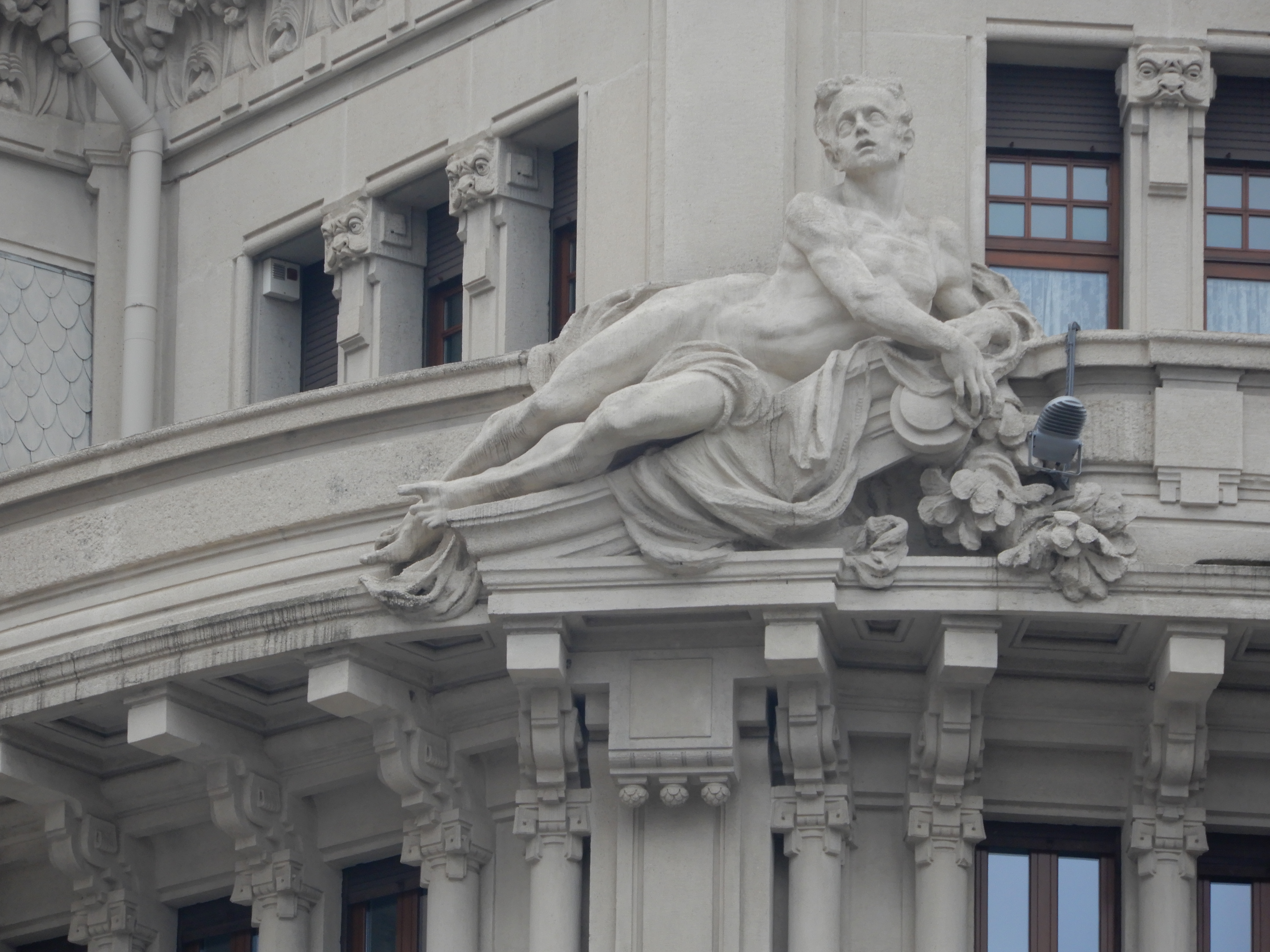
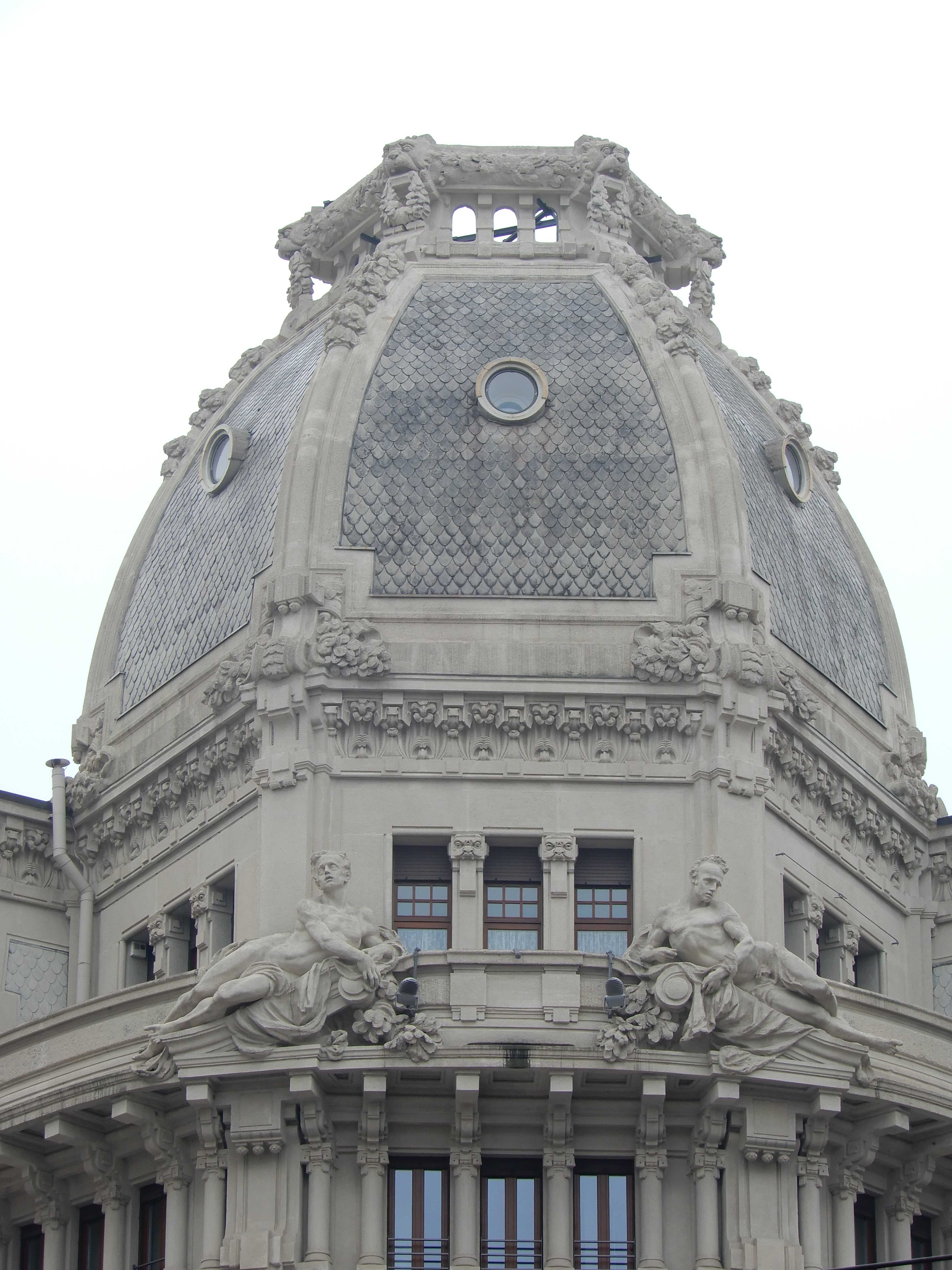